# Mandevilla polyantha
Mandevilla polyantha là một loài thực vật có hoa trong họ La bố ma. Loài này được K.Schum. ex Woodson mô tả khoa học đầu tiên năm 1932.